# Bernard Poignant
Bernard Poignant (ur. 19 września 1945 w Vannes) – francuski polityk, samorządowiec, deputowany krajowy, poseł do Parlamentu Europejskiego V i VI kadencji, kawaler Legii Honorowej.

## Życiorys
W 1970 uzyskał uprawnienia wykładowcy uniwersyteckiego w zakresie historii. Zaangażował się w działalność Partii Socjalistycznej. Na przełomie lat 80. i 90. zasiadał w Zgromadzeniu Narodowym. Był także radnym regionalnym w Bretanii (1986–1988), radnym departamentu Finistère (1988–1989), następnie do 2001 merem i później do 2008 radnym miejscowości Quimper. Pełnił funkcję przewodniczącego Krajowej Federacji Wybranych Przedstawicieli Socjalistów i Republikanów.
W 1999 uzyskał mandat posła do Parlamentu Europejskiego, w 2004 z powodzeniem ubiegał się o reelekcję. Był członkiem grupy Partii Europejskich Socjalistów, pracował m.in. w Komisji Rozwoju Regionalnego oraz Komisji Rybołówstwa. W PE zasiadał do 2009.
W 2008 ponownie został merem Quimper na sześcioletnią kadencję, nie uzyskując reelekcji w 2014.